# 芹菜素
芹菜素（英語：Apigenin，也称为4',5,7-三羟基黄酮，4′,5,7-trihydroxyflavone，缩写4',5,7-THF）是一种天然黄酮类化合物，存在于多种植物中。